# Operacja Sabine

Mapa Iraku podczas II wojny światowej

Operacja Sabine − krótkotrwały konflikt zbrojny pomiędzy Irakiem i Wielką Brytanią, toczony od kwietnia do maja 1941 roku w ramach II wojny światowej.

## Geneza
Irak od końca I wojny światowej był brytyjskim terytorium mandatowym. W 1932 r. uzyskał formalną niepodległość. Jednocześnie został podpisany traktat pomiędzy oboma państwami, na mocy którego władze irackie zgodziły się na brytyjską obecność wojskową (2 bazy RAF: w Shaibah koło Basry i Habbanija nad Eufratem na zachód od Bagdadu). Ponadto w przypadku prowadzenia działań wojennych Brytyjczycy mieli prawo transportować przez Irak (od Basry poprzez Bagdad do Hajfy) zaopatrzenie i materiały wojenne. Po wybuchu II wojny światowej w irackich kręgach rządzących, a zwłaszcza wojskowych, narastały nastroje antybrytyjskie. Ich wyrazem był zamach stanu przeprowadzony 2-3 kwietnia 1941 r. przez Raszida Alego al-Kilaniego, byłego premiera, panarabistę i współzałożyciela Bractwa Muzułmańskiego. Przejawiał on silne sympatie proniemieckie i prowłoskie, a opierał się na wyższych oficerach armii irackiej (złoty czworobok). Zamierzał wyrzucić z kraju Brytyjczyków przy pomocy przede wszystkim Niemiec (miał kontakty z Abwehrą). Jego planom sprzyjały sukcesy wojenne wojsk Osi, które rozpoczęły w Afryce Północnej ofensywę przeciwko siłom brytyjskim w Cyrenajce, zaś Wehrmacht przygotowywał się do inwazji na Jugosławię i Grecję. Raszid Ali al-Kilani po sformowaniu rządu obrony narodowej wysłał notę do władz brytyjskich ostrzegającą przed jakąkolwiek interwencją w Iraku i zabraniającą lądowania w kraju nowych sił brytyjskich.

## Brytyjskie działania poprzedzające wojnę
W wyniku zwycięstwa Irakijczyków Niemcy i Włosi zdobyliby w Iraku olbrzymie zasoby bardzo ważnej dla obu stron ropy naftowej oraz doskonałą bazę wypadową na zapleczu stacjonujących w Egipcie i na Bliskim Wschodzie wojsk brytyjskich. Ponadto arabski nacjonalizm spiskowców mógłby rozlać się po całym Bliskim Wschodzie. W tej sytuacji po utworzeniu nacjonalistycznego rządu Raszida Ali al-Kilaniego władze brytyjskie znacznie zaostrzyły z nim kontakty. Jednocześnie ambasador brytyjski w Iraku zorganizował 29 kwietnia przetransportowanie ok. 230 kobiet i dzieci-obywateli Wielkiej Brytanii z Bagdadu do bazy RAF w Habbanija. W tym czasie Brytyjczycy zażądali wydania zgody na lądowanie w Basrze brygady piechoty. Po odmowie Irakijczyków doszło do ostatecznego kryzysu, który – według Brytyjczyków – mógł być rozwiązany jedynie na drodze zbrojnej interwencji. Równocześnie trwały przygotowania wojenne brytyjskiego Dowództwa Środkowego Wschodu z siedzibą w Kairze, na czele którego stał gen. Archibald Wavell. Z Indii miała być przewieziona okrętami do portu w Basrze 20 Hinduska Brygada Piechoty ze składu 10 Dywizji Piechoty. Transportem powietrznym zamierzano przerzucić do Iraku 1 Królewski Pułk Kings Own (przed wybuchem konfliktu zdążono to zrobić jedynie z jednym batalionem piechoty). Natomiast na obszarze Transjordanii formowano grupę bojową Habforce. Całość interwencyjnych sił brytyjskich otrzymała nazwę Iraqforce.

## Siły obu stron
Brytyjczycy:
- Baza RAF w Habbanija – d-ca płk Ouvry Roberts (ogółem ok. 2,2 tys. żołnierzy ze wsparciem 18 samochodów pancernych)
  - słaby batalion piechoty 1 Królewskiego Pułku Kings Own
  - sześć kompanii lekkiej piechoty złożonych z Irakijczyków (jedynie cztery asyryjskie kompanie były pewne)
  - trzy sekcje samochodów pancernych i personel naziemny RAF tworzące ruchomą rezerwę piechoty
  - 4 Service Flying Training School, przeorganizowana w 4 Eskadrę Lotniczą (samoloty bojowe Airspeed S.A.10 Oxford, Hawker Audax, Fairey Gordon, Gloster Gladiator)
- baza RAF w Shaibah (244 Eskadra Bombowa wyposażona w samoloty bombowe Vickers Wellington i Vickers Vincent)
- Iraqforce – d-ca gen. por. Edward Quinan
  - 10 Hinduska Dywizja Piechoty (20, 21 i 25 Brygady Piechoty) – d-ca gen. mjr William Archibald Kenneth Fraser, a od 16 maja 1941 r. gen. mjr William Slim
  - Habforce – d-ca gen. mjr John George Walters Clark
    - brytyjska 4 Brygada Kawalerii ze składu 1 Dywizji Kawalerii – d-ca brygadier James Joseph Kingstone
    - 1 batalion Pułku Piechoty Essex
    - zmechanizowany pułk Legionu Arabskiego
    - 237 bateria ze składu 60 Polowego Pułku Artylerii
    - pododdział dział przeciwpancernych
    - 8 samochodów pancernych ze składu 2 kompanii samochodów pancernych RAF

Armia iracka:
- cztery dywizje piechoty i jedna dywizja zmechanizowana (tankietki Fiat CV-33 i samochody pancerne Vickers Crossley)
- pociąg pancerny
- siły lotnicze (ok. 70-80 samolotów bojowych oraz kilkadziesiąt szkolnych i pomocniczych: 15 samolotów myśliwskich Gloster Gladiator, 15 lekkich bombowców Breda Ba.65, 15 bombowców nurkujących Douglas DB-8, 4 lub 5 ciężkich bombowców Savoia-Marchetti SM.79B, 35 samolotów rozpoznawczych Hawker Nisr, kilkanaście samolotów transportowych i bombowych Avro Anson, De Havilland DH.84 Dragon, De Havilland DH.89 Dragon Rapide i De Havilland DH.90 Dragonfly)

## Przebieg konfliktu

### Lądowanie wojsk brytyjskich w Basrze
Już 18 i 19 kwietnia 1941 r. wylądowała w porcie w Basrze 20 Hinduska Brygada Piechoty ze składu 10 Dywizji Piechoty. Jej dowódcą był brygadier Daniel Powell. W pierwszych dniach maja przybyła kolejna 21 Hinduska Brygada Piechoty pod dowództwem brygadiera Charlesa Josepha Welda, która pochodziła z tej samej jednostki. W odpowiedzi na rozpoczęcie oblężenia bazy RAF w Habbanija przez wojska irackie zajęły one w Basrze lotnisko i elektrownię, a następnie ruszyły w kierunku północnym. Nie były jednak w stanie na czas dotrzeć do Habbanija z powodu bardzo złego stanu dróg.

### Oblężenie bazy RAF w Habbanija

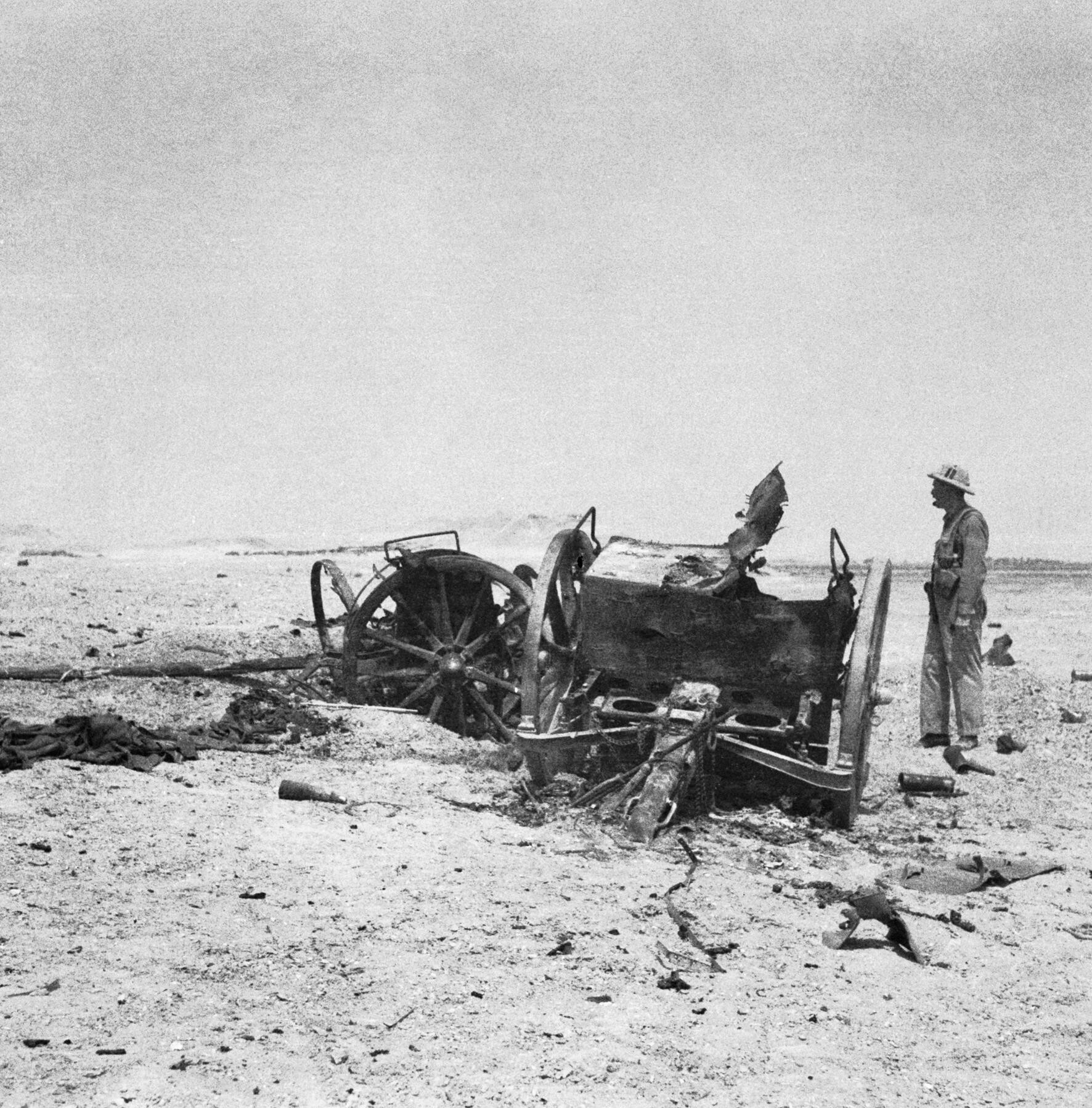
Oficer RAF-u ogląda zniszczone działa pod Habbaniją

W nocy z 29 na 30 kwietnia 1941 r. z Bagdadu wyruszyła kolumna wojsk irackich w celu zablokowania brytyjskiej bazy RAF w Habbanija. Po przybyciu na miejsce rankiem 30 kwietnia, dowódca iracki postawił Brytyjczykom ultimatum zabraniające jakichkolwiek działań poza bazą. Zostało to odrzucone. W odpowiedzi Irakijczycy rozpoczęli ostrzał terenu bazy. Rekonesans powietrzny przeprowadzony 1 maja wykazał, że wojska irackie składają się z brygady piechoty, dwóch batalionów zmechanizowanych, zmechanizowanej brygady artylerii (12 haubic), brygady artylerii polowej (12 dział i 4 haubice), oddziału 12 samochodów pancernych, zmechanizowanej kompanii karabinów maszynowych, zmechanizowanej kompanii łączności i baterii działek przeciwpancernych. Liczyły one ok. 9 tys. żołnierzy i ok. 50 dział. Prawdopodobnie dwie kompanie piechoty zostały przesunięte do Faludży. Od rana 2 maja brytyjskie samoloty stacjonujące w bazie rozpoczęły silne bombardowania pozycji irackich. W godzinach popołudniowych pojawiło się lotnictwo irackie, przyłączając się do bombardowania bazy. 3 maja trwało wzajemne ostrzeliwanie się pod Habbaniją. Jednocześnie lotnictwo brytyjskie zaczęło atakować irackie cele wojskowe i linie komunikacyjne w głębi kraju (m.in. zbombardowało lotnisko Al-Raszid w Bagdadzie, Mosul, Bakubę, Szaraban). W wyniku tych ataków i walk powietrznych lotnictwo Iraku do 8 maja przestało faktycznie istnieć. Z Basry drogą lotniczą przybyły do bazy posiłki w postaci kompanii Gurkhów, oddziału artylerii oraz pododdziału saperów i minerów. W tym czasie Brytyjczycy z bazy w Habbanija rozpoczęli wysyłać nocne patrole przeciwko oblegającym wojskom irackim. Ostatecznie doprowadziło to do znacznego spadku morale bojowego Irakijczyków, którzy w nocy z 5 na 6 maja niespodziewanie wycofali się w kierunku Faludży. Wysłany brytyjski zwiad piechoty i samochodów pancernych natrafił w wiosce Sin El Dhibban na drodze do Faludży na oddział iracki, który ubezpieczał odwrót. Doszło tam do krótkiej, ale zaciętej walki, w wyniku której Brytyjczycy wzięli ok. 500 jeńców oraz zdobyli duże ilości uzbrojenia i wyposażenia wojskowego (m.in. kilkanaście dział, 10 samochodów pancernych, 1 lub 2 tankietki, prawie 80 pojazdów różnego rodzaju). Iracki komendant Faludży wysłał z odsieczą mieszaną grupę złożoną z piechoty zmotoryzowanej i artylerii, ale została ona rozbita z powietrza przez lotnictwo brytyjskie.

### Formowanie Habforce
W czasie, kiedy rozpoczęło się irackie oblężenie bazy RAF w Habbanija, na obszarze brytyjskiej Transjordanii trwało tworzenie formacji wojskowej zwanej Habforce. Miała ona iść na pomoc oblężonym. 13 maja przekroczyła granicę z Irakiem. Z Habforce została wydzielona szybka grupa mobilna pod nazwą Kingcol w składzie:
- dowództwo brytyjskiej 4 Brygady Kawalerii wraz z pododdziałem łączności
- 1 Pułk Kawalerii
- bateria 60 Pułku Artylerii Polowej
- samodzielny oddział artylerii przeciwpancernej
- dwie kompanie Pułku Piechoty Essex wraz z plutonem carrierów
- oddział sanitarny
- zmechanizowany pułk Legionu Arabskiego
- 8 samochodów pancernych z 2 kompanii samochodów pancernych RAF

Kingcol 18 maja dotarł pod bazę RAF, ale z powodu wcześniejszego odwrotu wojsk irackich spod Habbanija, wkrótce ruszył na Faludżę, a następnie na Bagdad.

### Walki o Faludżę

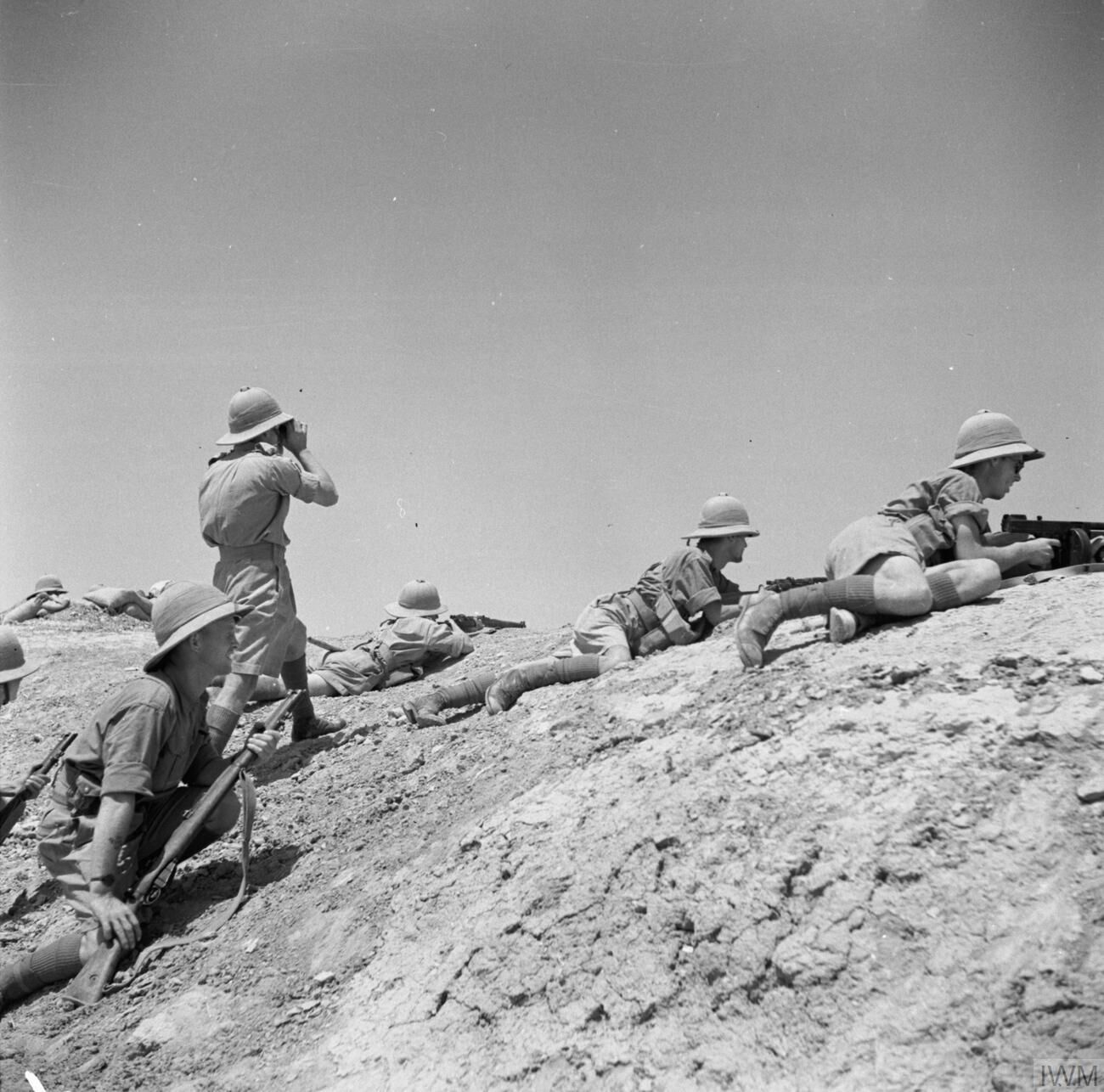
Brytyjska drużyna strzelecka pod oblężonym Ramadi

Faludża była głównym miastem na drodze do Bagdadu ze strategicznym mostem przez Eufrat. Najważniejszym zadaniem wojsk brytyjskich było zajęcie tego mostu bez wysadzenia go przez Irakijczyków. Siły brytyjskie podeszły pod Faludżę w nocy. Zostały podzielone na 5 mniejszych kolumn, które składały się z piechoty ze wsparciem artylerii. Miały one zaatakować miasto z różnych stron. Pierwotny termin 17 maja przesunięto na 19 maja z powodu zbyt powolnego poruszania się grupy wojsk pod nazwą Kingcol, mającej wesprzeć atak. Jednocześnie lotnictwo rozpoczęło bombardowanie pozycji irackich oraz różnych ważnych instalacji wojskowych. Tak bardzo osłabiły i zdemoralizowały one obrońców, że Brytyjczykom – po krótkim oporze – udało się zająć całe miasto i przechwycić nienaruszony most. Wzięto ok. 300 jeńców, zaś straty były nieznaczne. W ciągu następnych 3 dni wojska irackie próbowały odzyskać Faludżę kilkoma kontratakami, za każdym razem bez powodzenia. Najpoważniejszy był niespodziewany atak wsparty tankietkami CV-33 przeprowadzony w nocy z 21 na 22 maja, ale dzięki wsparciu lotnictwa ostatecznie odparto go.

### Marsz na Bagdad
Marsz sił brytyjskich z Faludży na Bagdad odbywał się w 2 kolumnach. Główna grupa, która wyszła z Faludży 28 maja, poruszała się drogą prowadzącą do stolicy Iraku, zaś druga, mniejsza, mobilna grupa w składzie zmechanizowanego pułku Legionu Arabskiego i szwadronu kawalerii ze wsparciem kilku samochodów pancernych i dział szła przez Khadiman. Opór wojsk irackich był nikły, stąd główna grupa już 30 maja doszła do przedmieść zachodniego Bagdadu. Tego dnia lotnictwo przeprowadziło silne bombardowania kilku punktów w Bagdadzie (m.in. bazy lotniczej Raszid). 

Brytyjski samochód pancerny czeka przed wjazdem do Bagdadu w czasie rokowań w sprawie zawieszenia broni

Wszystko to doprowadziło do upadku rządu Raszida Alego al-Kilaniego, który wraz z kilkoma najbliższymi współpracownikami uciekł do Iranu, a stamtąd do Niemiec. Powstał nowy probrytyjski rząd, który 31 maja ogłosił zawieszenie broni. Iracka armia zobowiązała się do zdania uzbrojenia oraz uwolnienia wszystkich brytyjskich jeńców wojennych i internowanych cywili. Z Iraku mieli być też usunięci niemieccy i włoscy doradcy oraz personel wojskowy.

### Pomoc włosko-niemiecka
Nadzieje al-Kilaniego na poważną pomoc wojskową ze strony państw Osi faktycznie zawiodły. Włosi przysłali jedynie jedną eskadrę lotniczą myśliwców Fiat CR-42, która przybyła do Iraku dopiero 28 maja. Ich zadaniem było bezpośrednie wsparcie irackich sił lądowych, co zakończyło się całkowitą porażką. 29 maja 3 CR-42 przechwyciły nad Khan Nuqta Gloster Gladiator, uszkadzając go, ale 1 z nich został zestrzelony przez innego brytyjskiego myśliwca. Drugą akcją bojową Włochów był demonstracyjny przelot na bezpiecznej wysokości 4 CR-42 nad rejonem Khadiman. Podczas powrotu 1 CR-42 został pomyłkowo zestrzelony przez iracką obronę przeciwlotniczą Kirkuku.
Wsparcie ze strony Niemców było wprawdzie większe, ale również zdecydowanie niewystarczające. Ograniczyło się bowiem do doradców wojskowych (tzw. Sonderstab F na czele z gen. Hellmuthem Felmy) oraz grupy lotniczej Luftwaffe (zwanej Sonderkommando Junck). Jej dowódcą był Oberst Werner Junck. Składała się z:
- 4 eskadry II Dywizjonu 4 Pułku Bombowego (7 samolotów bombowych Heinkel He 111P-4 lub He 111H-6)
- części 4 eskadry II Dywizjonu 76 Pułku Niszczycielskiego (12 ciężkich samolotów myśliwskich Messerschmitt Bf 110D-3 lub Bf 110C)
- klucz 2 Bf 110C-4 z 26 Pułku Niszczycielskiego
- grupa ok. 20 samolotów transportowych Junkers Ju 52/3m i 2 lub 3 czterosilnikowych Junkers Ju 90B-1

Wszystkie samoloty włoskie i niemieckie miały namalowane irackie znaki rozpoznawcze.
Sonderkommando „Junck” 14 maja dotarło do Mosulu w północnym Iraku. Jednak w bardzo krótkim czasie straciło część samolotów, gdyż tego samego dnia brytyjskie myśliwce zniszczyły na ziemi 2 He-111, zaś 2 dni później kolejny He-111 i lekko uszkodziły pozostałe 4 bombowce. Zostały one szybko naprawione przez personel techniczny eskadry. 16 maja niemieckie He-111 po raz pierwszy zaatakowały brytyjskie lotnisko w Habbanija, ale w czasie akcji został zestrzelony 1 samolot. Niemcom pozostały już tylko 3 He-111. Do końca maja przeprowadziły one kilka misji rozpoznawczych i bombowych (głównie bombardowanie bazy w Habbanija), po czym 29 maja odleciały z Iraku na wyspę Rodos. Jeszcze mniejsze sukcesy odniosły ciężkie myśliwce Bf 110. Już 17 maja 2 brytyjskie myśliwce Gloster Gladiator zaskoczyły na południe od Bagdadu 2 patrolujące Bf 110C-4, zestrzeliwując 1 z nich. W ciągu kilku kolejnych dni dochodziło jeszcze kilkakrotnie do starć powietrznych niemieckich myśliwców z brytyjskimi. Skuteczne okazały się natomiast ataki brytyjskich myśliwców i bombowców na zajmowane przez Niemców irackie lotniska w Mosulu i Kirkuku oraz w Mezze koło Damaszku na terytorium vichystowskiej Syrii. W ich wyniku Niemcy stracili na ziemi wszystkie Messerschmitty Bf 110, zgłaszając zestrzelenie w walkach powietrznych tylko 1 Gloster „Gladiatora” (w rzeczywistości został on jedynie uszkodzony i wylądował bezpiecznie w Habbanija) i zniszczenie kilku dalszych samolotów na ziemi. Z powodu braku części zamiennych oraz kłopotów z paliwem (dostarczone przez Irakijczyków paliwo okazało się nieodpowiednie dla silników Daimler-Benz z powodu zbyt niskiej liczby oktanowej) żadnego z Bf 110 nie udało się wyremontować i personel lotniczy eskadry ewakuował się z Iraku przez Syrię na Rodos na pokładach 2 samolotów transportowych Ju 52/3m. Według innych źródeł na Rodos powróciło 5 myśliwców. Trwające 2 tygodnie działania Sonderkommando „Junck” w Iraku zakończyły się kompletnym fiaskiem militarnym. Stracono w sumie 6 bombowców Heinkel He 111 i wszystkie 14 ciężkich myśliwców Messerschmitt Bf 110. Uszkodzenia odniosło także kilka transportowców Junkers Ju 52/3m.

## Straty obu stron
Irakijczycy stracili ok. 2,5 tys. żołnierzy zabitych i rannych, zaś ok. 6 tys. dostało się do niewoli. Natomiast łączne straty wojsk brytyjskich wyniosły ok. 1,2 tys. żołnierzy (zabitych, rannych i jeńców).

## Skutki kampanii irackiej
Brytyjska okupacja Iraku trwała aż do końca października 1947 r. Nowe probrytyjskie władze irackie przyjęły żądania Wielkiej Brytanii w sprawie tranzytu wojsk i zaopatrzenia. Przez terytorium Iraku szła część pomocy amerykańskiej dla ZSRR w ramach umowy Lend-Lease. W styczniu 1942 r. Irak wypowiedział formalnie wojnę państwom Osi. Kampania iracka została też wykorzystana przez Brytyjczyków jako dodatkowy pretekst do zajęcia podporządkowanej Francji Vichy Syrii, której lotniska posłużyły Luftwaffe jako bazy etapowe przy przelotach do i z Iraku (patrz: operacja Exporter). Ważne znaczenie miał ponadto efekt propagandowy zwycięskiej kampanii – po wielu miesiącach nieustannych klęsk Wielka Brytania mogła się wreszcie pochwalić znaczącym sukcesem. Z kolei arabscy nacjonaliści w krajach Bliskiego Wschodu zdali sobie sprawę, że nie mogą liczyć na realną pomoc militarną ze strony państw Osi.